# Paulette Noizeux
Paulette Noizeux (30 de mayo de 1887 – 9 de abril de 1971) fue una actriz teatral y cinematográfica de nacionalidad francesa, que inició su carrera en los teatros franceses y neoyorquinos en los años 1910.

## Biografía
Su verdadero nombre era Marie-Paule Coeuré, y nació en Saint-Omer, Francia. Con una carrera que se prolongó a lo largo de sesenta años, Noizeux debutó en el cine en el corto dirigido en 1911 por Abel Gance La Digue, junto a los actores Jean Renoir y Jean Toulout. Esta cinta fue la primera dirigida por Gance. Ella tuvo una prolífica trayectoria teatral en Francia, actuando además en varias obras representadas en el circuito de Broadway de Nueva York entre 1917 y 1918.
Noizeux estuvo casada con el actor teatral y cinematográfico Noël Roquevert. Su último trabajo cinematográfico fue un pequeño papel en el film dirigido por Norbert Terry en 1968 Jeunes filles bien... pour tous rapports, en el cual también actuaba su marido.
Paulette Noizeux falleció en París, Francia, en 1971, a los 83 años de edad.

## Filmografía
- 1912 : La Digue, de Abel Gance
- 1913 : Une brute humaine, de Camille de Morlhon
- 1913 : Le Roman d'un jeune homme pauvre, de Georges Denola
- 1913 : L'Infamie d'un autre, de Camille de Morlhon
- 1913 : La Bergère d'Ivry, de Maurice Tourneur
- 1914 : Vingt ans de haine, de Camille de Morlhon
- 1914 : La Vieillesse du père Morieux, de Camille de Morlhon
- 1914 : Le Roman du tzigane, de Camille de Morlhon
- 1915 : L'Énigme de dix heures, de Abel Gance
- 1934 : Les Nuits moscovites, de Alexis Granowsky
- 1936 : Chanson du souvelir, de Douglas Sirk y Serge de Poligny
- 1937 : Gueule d'amour, de Jean Grémillon
- 1948 : Du Guesclin, de Bernard de Latour
- 1956 : Toute la ville accuse, de Claude Boissol
- 1963 : L'Honorable Stanislas, agent secret, de Jean-Charles Dudrumet
- 1965 : L'Or du duc, de Jacques Baratier

## Teatro
- 1911 : Marie-Victoire, de Edmond Guiraud, escenografía de Firmin Gémier, Teatro Antoine
- 1913 : Le Veau d'or, de Lucien Gleize, escenografía de Henri Beaulieu, Teatro de los Campos Elíseos
- 1917 : Barberine, de Alfred de Musset, escenografía de Jacques Copeau, Teatro Garrick de Nueva York
- 1917 : Noche de reyes, de William Shakespeare, escenografía de Jacques Copeau, Teatro Garrick de Nueva York
- 1918 : La Nouvelle Idole, de François de Curel, escenografía de Jacques Copeau, Teatro Garrick de Nueva York
- 1918 : Los malos pastores, de Octave Mirbeau, escenografía de Jacques Copeau, Teatro Garrick de Nueva York
- 1918 : La Petite Marquise, de Henri Meilhac y Daniel Halevy, escenografía de Jacques Copeau, Teatro Garrick de Nueva York
- 1918 : Los hermanos Karamazov, de Fiódor Dostoyevski, escenografía de Jacques Copeau, Teatro Garrick de Nueva York
- 1919 : Mon bébé, de Maurice Hennequin, escenografía de Max Dearly, Teatro des Nouveautés
- 1922 : Judith, de Henry Bernstein, Théâtre du Gymnase Marie-Bell
- 1940 : Si je voulais, de Paul Géraldy, Robert Spitzer, Théâtre des Célestins